# Kimball (Virginia Occidentale)
Kimball è un comune degli Stati Uniti d'America, situato nello Stato della Virginia Occidentale, nella contea di McDowell.